# Péchabou
 Péchabou  es una población y comuna francesa, en la región de Mediodía-Pirineos, departamento de Alto Garona, en el distrito de Toulouse y cantón de Castanet-Tolosan.

## Demografía
| 212 | 284 | 513 | 663 | 1023 | 1299 |
| Para los censos de 1962 a 1999 la población legal corresponde a la población sin duplicidades (Fuente: INSEE [Consultar]) |     |     |     |      |      |